# جيمي ويلسون
جيمي ويلسون (بالإنجليزية: Jimmy Wilson)‏ (15 مارس 1924 ميدلزبرة المملكة المتحدة - 16 يناير 1987 المملكة المتحدة) هو لاعب كرة قدم بريطاني سابق كان يلعب كمهاجم.